# Йежи Хофман
Йежи Юлиан Хофман (на полски: Jerzy Julian Hoffman) е полски режисьор и сценарист. Режисьорската си дейност започва като документалист, като си сътрудничи с Едвард Скужевски, с когото заснемат игралните филми „Гангстери и филантропи“ и „Право и юмрук“. Славата си дължи преди всичко като създател на адаптацията на трилогията от Хенрик Сенкевич („Пан Володиовски“, „Потоп“, „С огън и меч“).

## Биография

### Младост и образование
Йежи Хофман е роден на 15 март 1932 г. в Краков в семейството на асимилирано еврейско семейство, като син на Зигмунт Хофман и Мария от дома Шмелкес. Родителите му са лекари. След избухването на Втората световна война, заедно със семейството си, бягат към източните територии на страната, където първоначално живеят в Тарнопол, след това в Стрий и Дашава. През 1940 г., заедно с част от семейството му, е изпратен в Сибир, където умират родителите на баща му. Останалите от семейството му, които остават на териториите, окупирани от Германия, стават жертви на Холокоста.
През 1943 г. баща му се присъединява към 1 Полска пехотна дивизия „Тадеуш Косцюшко“. Благодарение на документите, които той праща, през 1945 г. семейството му успява да се върне в Полша, тъй като тогава семействата на военните са с предимство.
По време на училищното си обучение активно участва в комунистическите скаутски организации, които действат под патронажа на Съюз на полската младеж. Явява се на матура в Бидгошч, след което през 1950 г. започва да следва режисура в Московския институт по кинематография „Сергей Герасимов“. По време на следването си се запознава с Едвард Скужевски, с когото ги свързва дългогодишно сътрудничество.

### Филмова дейност
Хофман дебютира заедно със Скужевски през 1954 г. с документалния филм Czy jesteś wśród nich?!, инсценирана продукция, представяща вандализма. В подобен стил е издържан и филмът Uwaga, chuligani! (Внимание, хулигани!), който представя бандитизма във Варшава, а целта е да се изрази бунта срещу соцреалистическата пропаганда, започвайки т.нар. черна серия в полската документалистика. Тандемът Хофман-Скужевски реализират още:
- Dzieci oskarżają – документален филм, 1956 г.
- Jaś i Małgosia – туристически филм, 1956 г.
- Sopot 1957 – репортаж, 1957 г.
- Na drogach Armenii – репортаж, 1957 г.
- Pamiątka z Kalwarii – репортаж, 1958 г.
- Karuzela Łowicka – етнографски филм, 1958 г.
- Tor – посветен на историята на Полската комунистическа партия.
- Typy na dziś – репортаж, 1959 г.
- Gaudeamus – репортаж, 1959 г.
- Dwa preludia, 1960 г.
- Reportaż prosto z patelni, 1960 г.
- Pocztówki z Zakopanego, 1960 г.
- Dwa oblicza Boga, 1960 г.
- Aby kwitło życie... – документален филм за Полската войска, 1961 г.
- Spotkali się w Hawanie, Patria o Muerte и Hawana 61 – три репортажни филма за кубинската революция, 1962 г.
- Gangsterzy i filantropi (Гангстери и филантропи) – първи игрален филм, реализиран от Хофман и Скужевски, 1962 г.
- Visitez Zakopane – документален филм, 1963 г.
- Prawo i pięść – 1964 г., въз основа на романа на Юзеф Хен „Тост“. Разказ за бивш затворник от концентрационен лагер, който след Втората световна война попада във Възвърнатите земи (определение, използвано за западните и северните земи на Полша, които съгласно решенията на Потсдамската конференция, са възвърнати на Полша) и започва борба с грабителите. Критиците определят „Право и юмрук“ като полски уестърн.

През 1964 г. Хофман прави самостоятелния филм 1956 – 1957, който е част от документалния цикъл Chwila wspomnień.
През 1965 г., отново в дует, Хофман и Скужевски заснемат филма Trzy kroki po ziemi, който представлява три разказа на съвременна тематика. Оценен е високо от филмовите критици и получава сребърен медал на Международния филмов фестивал в Москва. Това е и краят на дългогодишното сътрудничество между двамата режисьори – през 1966 г. Хофман самостоятелно реализира Jarmark cudów, а година по-късно – телевизионния филм Ojciec.

## „Пан Володиовски“ и „Потоп“
Тъй като цензурата се намесва в неговите по-ранни творби на съвременна тематика, Хофман решава да се съсредоточи върху исторически теми. Започва с последната част от Трилогията на Хенрик Сенкевич „Пан Володиовски“, посветена на фиктивната фигура на полски патриот от XVII век, по време на войните в Южна Полша. Във филма „Пан Володиовски“ в главната роля се превъплъщава Тадеуш Ломницки, другите важни роли са изиграни от Мечислав Павликовски като Заглоба и Даниел Олбрихски като Азия. 1968 г. е време, в което тогавашните власти насаждат антисемитски настроения в Полша. Службата за сигурност предлага на Хофман, като режисьор от еврейско потекло, да напусне Полша, в отговор на което Хофман казва, че в такъв случай ще замине за Съветския съюз. Заради влиянието, което режисьорът има в съвременна Полша, повече не е убеждаван да напусне страната. Въпреки това са му отнети правата да реализира сериала, основан на „Пан Володиовски“ под името Przygody pana Michała, а на режисьорския стол го замества Павел Коморовски.
Въпреки огромните трудности, в крайна сметка филмът излиза през 1969, когато вълната от антисемитски вълнения отшумява.
„Пан Володиовски“ е приет радушно, както от критици, така и от зрители, като бие рекордите по популярност. Получава Златна патица за най-добър полски филм.
Успехът от екранизацията на последната част на Трилогията позволява на Хофман да се заеме с втората част – „Потоп“ – която описва времето на полско-шведската война. Работи върху филма 535 снимачни дни. Екранизацията на „Потоп“ отнася голям успех. Филмът е гледан от 27 милиона зрители, получава също така, присъжданата за пръв път награда Златни лъвове на Фестивала на полските игрални филми. Номиниран е и за Оскар в категорията за най-добър неанглоезичен филм, загубвайки от „Амаркорд“ с режисьор Федерико Фелини.
След огромния успех на „Потоп“, Йежи Хофман решава да екранизира – третия в историята на полското кино – роман на Хелена Мнишкувна „Trędowata“(„Прокажена“). Първоначално сценарият за филма е написан от Станислав Дигат, който изтегля своето име, след като Хофман нанася големи редакции. Филмът се посреща с доста негативни рецензии от страна на критиците.
През 1980 г. Хофман става художествен ръководител на филмовия съюз „Зодиак“. В рамките на този съюз се заема с работата върху поредната адаптация на роман, като този път избира „Знахар“ на Тадеуш Доленга-Мостович, чийто герой е лекар, който получава амнезия. Филмът „Знахар“ се радва на голяма популярност сред публиката, но критиците са леко скептични заради крайната носталгия на филма и карикатурното представяне на реалността.
Последният филм, реализиран от Хофман преди прехода, е Wedle wyroków twoich... (1983) – за екзистенцалната драма на евреите по време на Втората световна война.
В годините 1983 – 1987 Хофман е вицепредседател на съвета на директорите на Сдружението на полските кинематографи.
През 1992 г., след трансформацията, Хофман реализира мелодрамата Piękna nieznajoma за романса между руски лейтенант и непозната жена. През цялото време се подготвя за реализацията на първата част от Трилогията на Сенкевич „С огън и меч“, която не е в състояние да реализира по време на Полската народна република. През 1999 г. излиза филмовата суперпродукция „С огън и меч“, която поглъща 8 милиона долара. Превръща се в хит в Полша, приета е много добре и от американските медии.
Въпреки това, Комитетът по кинематография предлага за Оскар за най-добър неанглоезичен филм „Пан Тадеуш“ на Анджей Вайда. През 2000 г. „С огън и меч“ се появява в телевизионна версия като сериал.
Поредната продукция на Хофман е Stara baśń. Kiedy słońce było bogiem („Стара приказка. Когато слънцето беше бог“), която се базира на роман на Юзеф Игнаци Крашевски. Старата приказка интерпретира легендата около възникването на династията на Пястите. Делото на Хофман получава добри отзиви. През 2007 г. режисьорът реализира поредния си документален филм със заглавие Ukraina. Narodziny narodu.
След това Хофман се заема с темата за Варшавското въстание. Появява се филмът 1920 Bitwa Warszawska („Битката за Варшава 1920“), първата суперпродукция в историята на полското кино, която използва триизмерна технология.

## Стилът на Йежи Хофман
Като документалист Йежи Хофман, заедно с Едвард Скужевски, допринася за раждането на „полска школа“ в документалистиката, която пречупва соцреалистическите схеми на този тип продукции; старае се да обръща внимание на съвместимостта на филмовото изкуство с действителността. В разнородните игрални филми на Хофман ясно личи интересът му към историческата проблематика.

## Личен живот
По време на следването си Хофман се жени за Марлена, с която имат дъщеря Йоанна. Втората му жена се казва Валентина. Тя умира през 1998 г. След нейната смърт Хофман се жени за Ягода Пронджинска.
Става член на почетния комитет за подкрепа на Бронислав Коморовски преди президентските избори в Полша през 2015 г.
Живее във Варшава и Шикори Юске на Мазурите.

## Награди и отличия
- 1959 г. – Златен кръст за заслуги
- 1983 г. – Офицерски кръст на Ордена на възродена Полша
- 1988 г. – удостоен с наградата „Заслужил за полската култура“
- 1999 г. – Велик кръст на Ордена на възродена Полша
- 2000 г. – Супервиктор за цялостно творчество
- 2005 г. – Златен медал „За заслуги в културата Gloria Artis“
- 2006 г. – Полска филмова награда „Орел“
- 2009 г. – награда Платинени лъвове, получена на фестивала в Гдиня

|  | Тази страница частично или изцяло представлява превод на страницата Jerzy Hoffman в Уикипедия на полски. Оригиналният текст, както и този превод, са защитени от Лиценза „Криейтив Комънс – Признание – Споделяне на споделеното“, а за съдържание, създадено преди юни 2009 година – от Лиценза за свободна документация на ГНУ. Прегледайте историята на редакциите на оригиналната страница, както и на преводната страница, за да видите списъка на съавторите. ВАЖНО: Този шаблон се отнася единствено до авторските права върху съдържанието на статията. Добавянето му не отменя изискването да се посочват конкретни източници на твърденията, които да бъдат благонадеждни. |